# Place fortifiée de Dijon

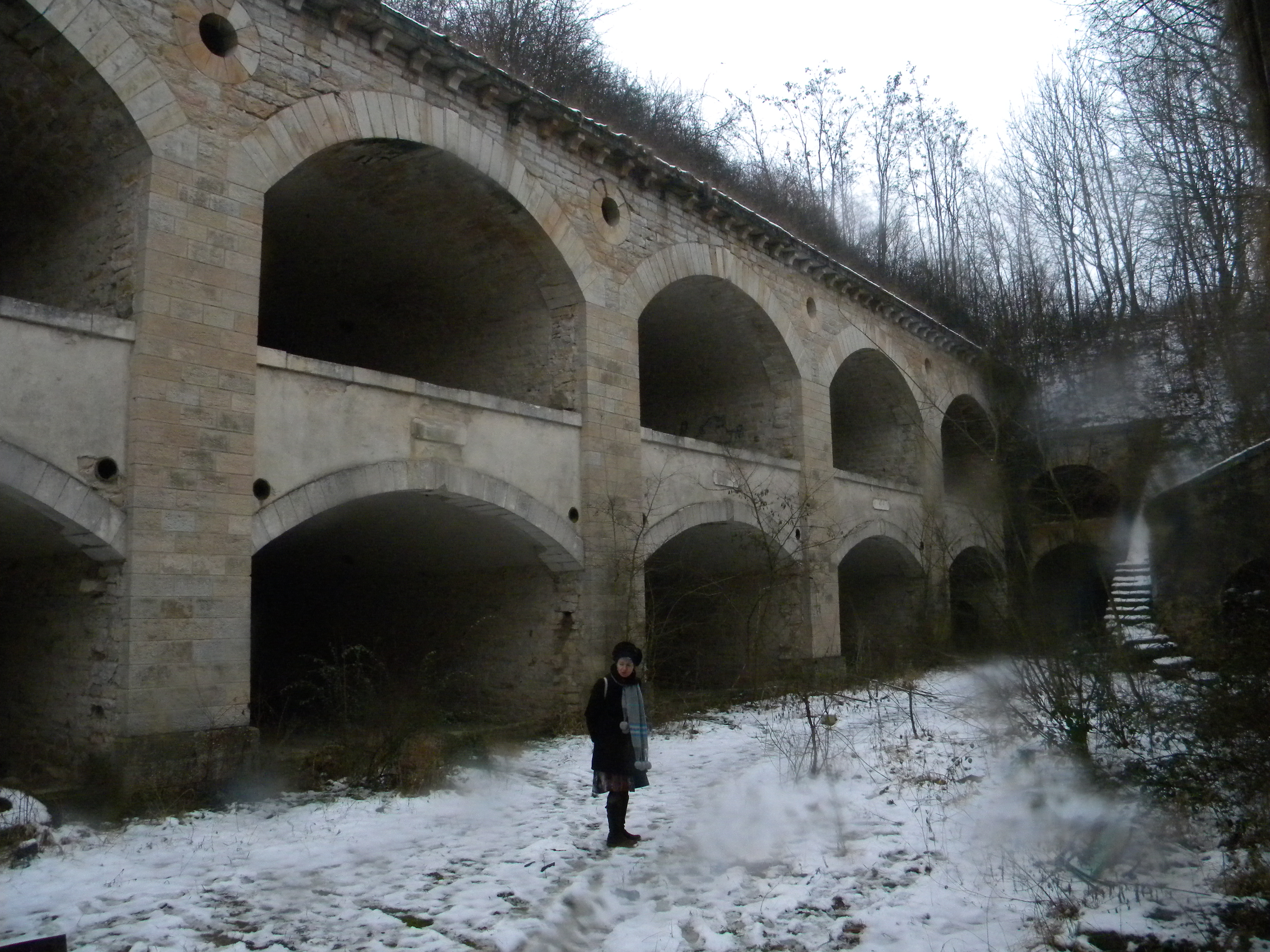
Le casernement du fort de Varois (sur la commune de Varois-et-Chaignot).

La place fortifiée de Dijon est une place de deuxième ligne du système défensif Séré de Rivières entre celles de Langres et de Lyon, en arrière de celle de Besançon. Jamais véritablement étoffée, elle n'a pas eu de vrai rôle défensif lors des deux conflits mondiaux.

## Histoire
Au lendemain de la défaite française de 1870-1871, la place de Dijon, important nœud de communications routières et ferroviaires, est choisie, avec Langres, Besançon, Reims, Laon et La Fère pour constituer la « deuxième ligne » du système de défense mis au point par Séré de Rivières, la première étant axée sur Verdun, Toul, Épinal et Belfort.
Un ensemble de six forts vient ceinturer l'agglomération dijonnaise entre 1875 à 1883, à Asnières-lès-Dijon (fort d'Asnières), Varois-et-Chaignot (fort de Varois), Sennecey-lès-Dijon (fort de Sennecey), Ouges (fort de Beauregard), sur le plateau de Bel Air à Dijon (fort de la Motte-Giron) et Hauteville-lès-Dijon (fort d'Hauteville). Correspondant au modèle 1874, ces forts ont ainsi tous des plafonds de chambrée inclinés à 7,5 % de pente. Une redoute légèrement antérieure est également remodelée à Saint-Apollinaire. Divers réduits et batteries annexes complètent alors l'ensemble (Norges-la-Ville, Mont-Afrique à Flavignerot...). Enfin, des magasins à poudre sont implantés dans l'arsenal existant ainsi que dans un quartier populeux de la ville, rue d'Auxonne.
Après le décret du 21 janvier 1887 pris par le général Boulanger, alors ministre de la guerre, les bâtiments militaires sont rebaptisés du nom d'une gloire, si possible militaire et locale. Ainsi, les forts prennent de nouveaux noms : fort Brûlé (Asnières), fort Charlet (Varois), fort Junot (Sennecey), fort Fauconnet (Beauregard), fort Roussin (Motte-Giron) et fort Carnot (Hauteville). Quant au réduit du Mont-Afrique, on lui donne le nom de réduit Lambert. Localement, ces nouveaux noms ne s'imposent pas vraiment parmi la population.
La place de Dijon n'a jamais véritablement été étoffée. Un projet de fort entre Marsannay-la-Côte et Chenôve n'a pas été réalisé : seul un polygone de tir côtoyé par une batterie, éphémère, occupe le plateau de Chenôve, site dominant pourtant la plaine dijonnaise. La proximité du fort de la Motte-Giron semble lui avoir été fatale. À l'inverse, en 1888, la place voisine d'Auxonne est déclassée puis démantelée, fragilisant le flanc sud-est de la place dijonnaise.
Par la suite, les forts de la place de Dijon n'ont pas été modernisés. Ils n'ont d'ailleurs même pas reçu de créneau de projecteur dans les caponnières. Seuls le fort de Beauregard et la redoute de Saint-Apollinaire ont vu s'installer en leur sommet quatre cuves pour canons de DCA. Cette installation a sans doute été faite à la veille de la Première Guerre mondiale. Pourtant, les différentes fortifications de la place de Dijon n'auront pas défendu l'agglomération lors des deux guerres mondiales. Ce sont les Allemands qui réutiliseront deux forts de la place, Beauregard et Sennecey, en les insérant dans le système défensif de la base aérienne voisine de Longvic. Des batteries de DCA y ont été installées.
Aujourd’hui, les différents sites de cet ensemble ont perdu leur usage militaire : ils sont pour la plupart en cours de réhabilitation.

## Liste des fortifications permanentes

### Fort d'Asnières (ou fort Brûlé)
Situé au nord de Dijon, sur la commune d'Asnières-lès-Dijon, à une altitude moyenne de 364 mètres,.

### Batterie annexe du fort d'Asnières
La batterie se trouve 800 mètres à l'est du fort d'Asnières, sur la commune de Norges-la-Ville. 

### Redoute de Saint-Apollinaire
Située au nord-est du centre-ville de Dijon, la redoute est sur la commune de Sainte-Apollinaire.

### Fort de Varois (ou fort Charlet)
Situé au nord-est de Dijon, en avant de la redoute de Saint-Apollinaire, le fort est sur la commune de Varois-et-Chaignot.

### Fort de Sennecey (ou fort Junot)
Situé au sud-est de Dijon, le fort est sur la commune de Sennecey-lès-Dijon.

### Fort de Beauregard (ou fort Fauconnet)
Situé au sud de Dijon, le fort est construit sur la limite entre les communes de Longvic et de Fénay.

### Réduit du Mont-Afrique (ou réduit Lambert) et ses batteries annexes
Situé au sud-ouest de Dijon, le mont Afrique comporte plusieurs ouvrages fortifiés :
- le réduit du Mont-Afrique (ou réduit Lambert) sur la commune de Flavignerot[9] ;
- les batteries de la Pointe Sud, du Camp Romain (ou Camp de César) et de Flavignard, sur Flavignerot[10],[11] ;
- la batterie de la Pointe Nord (batterie de Roches Chainienes), sur la commune de Corcelles-les-Monts[12].

### Fort de la Motte-Giron (ou fort Roussin)
Implanté à l'ouest de la commune de Dijon et propriété municipale depuis 2002, il couronne de ses superstructures un plateau tabulaire de 23 hectares et 53 ares culminant à 415 mètres d'altitude.

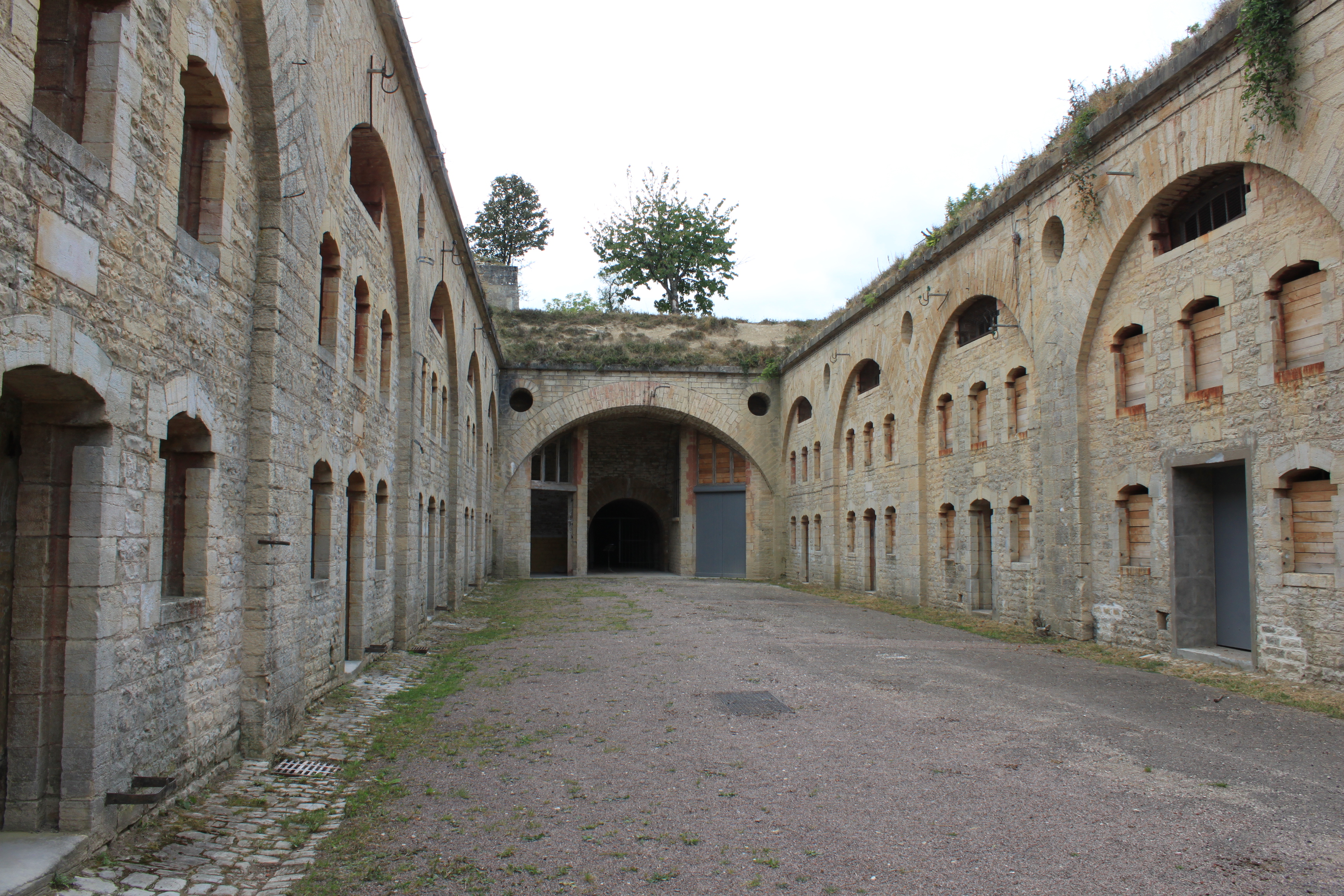
Le fort de la Motte-Giron, une partie du dispositif défensif de la place fortifiée de Dijon.

### Fort d'Hauteville (ou fort Carnot) et ses batteries annexes
Situé au nord-ouest de Dijon, sur la commune de Hauteville-lès-Dijon.

### Les magasins à poudre
L'ancien arsenal protégé par un mur d'enceinte et quelques petits bastionnets situé au sud de l'agglomération abrite deux magasins à poudre installés à la fin du XIXe siècle. Plus proche du centre-ville, à l'est de l'agglomération, dans des quartiers alors populeux (au no 147 de la rue d'Auxonne), un troisième  magasin à poudre est installé. Un corps de garde (1885) y devance une longue allée de 100 mètres menant à un haut mur d'enceinte (6 mètres de haut) ceinturant un grand magasin à poudre, d'au moins 100 tonnes, de modèle 1874. Celui-ci possédait deux paratonnerres, dont l'un, assez rare, à pointe de cuivre. Cet ensemble est partiellement inscrit aux monuments historiques (arrêté du 23/12/1994). De nos jours, des programmes immobiliers sont en cours de réalisation sur le site de l'Arsenal.